# 傅文俊

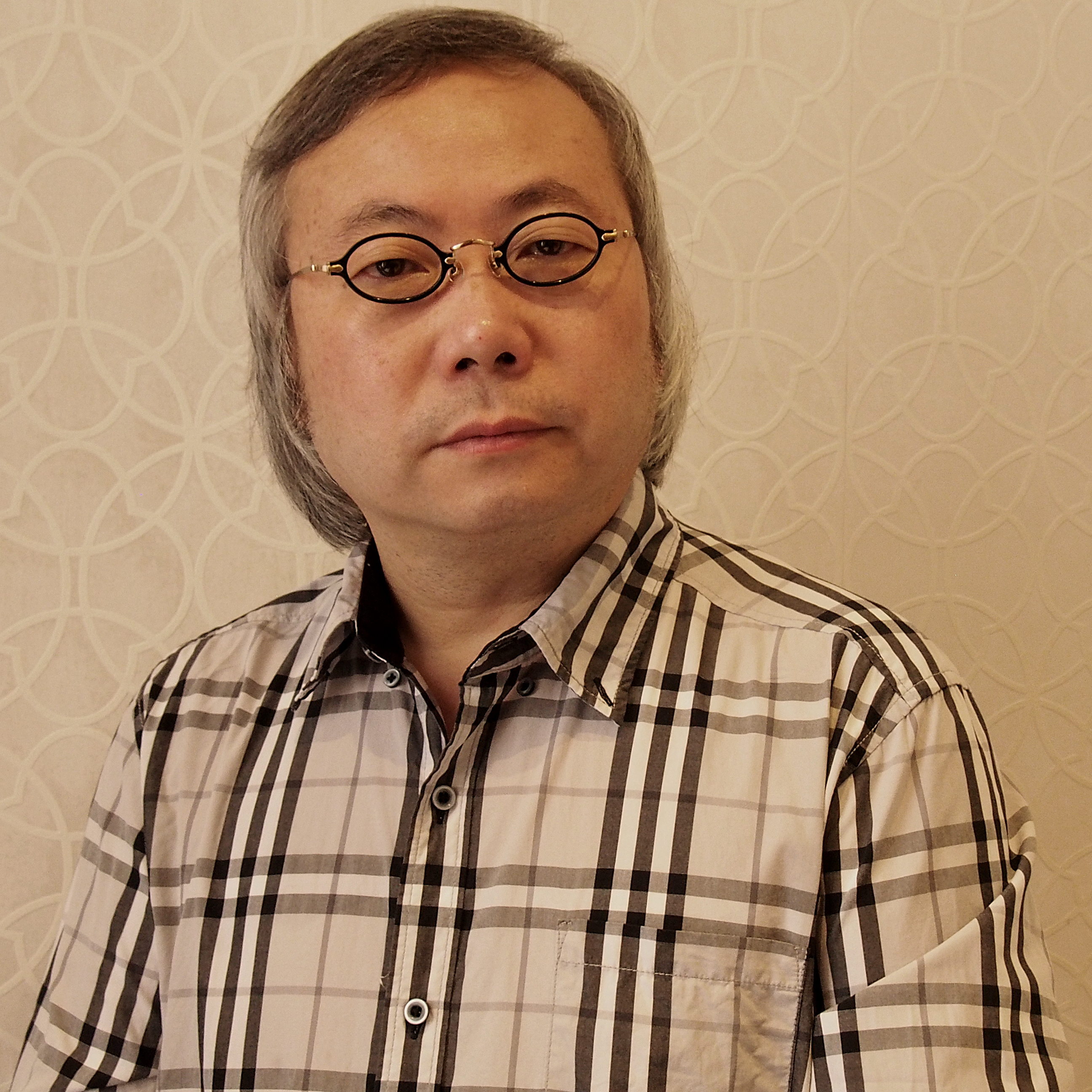
Fu Wenjun at 501 Art Base, Chongqing

傅 文俊（ふ ぶんしゅん、1955年 −　）は、中国重慶市出身のアーティスト。四川美術学院卒業。観念撮影、装置芸術、油絵などを手掛ける。
第二回アルゼンチンインターナショナル　アートビエンナーレ金賞、フランスエッフェル塔展覧会の「世界最優秀アーティスト」、2015第十回フィレンツェインターナショナルアートビエンナーレ「ロレンゾ国際芸術賞」などを受賞。

## おもな作品
- 『置き違い』 2017-2018
- 『多様性の調和』，2016-2017
- 『昨日の風』，2016-2017
- 『デジタル絵画写真』，2014-2016
- 『ポスト工業時代』，2015
- 『思慮深いイメージ』，2015
- 『撮影物語』，2014
- 『他心通』，2009-2011

## おもな展覧会
- 2019年 個展「再び場面へ- 傅文俊(フ・ブンシュン）のデジタル絵画写真術展」重慶美術館（中国、重慶)[1]
- 2019年 個展「デジタルブラシ: 傅文俊(フ・ブンシュン）の写真プロセス」 香港大学（香港）[2]
- 2019年 AIPADによる写真展(アメリカ、ニューヨーク、2019年)[3]
- 2018年 サレルノビエンナーレ現代美術展(イタリア、サレルノ、2018年)[4]
- 2018年 フォトフェア | 上海 (上海展示センター、中国、上海、2018年) [5]
- 2018年 キアンチャーノ国際芸術ビエンナーレ展(キアンチャーノ美術館、イタリア、キアンチャーノ、2018年) [6]
- 2018年 個展「それは写真であるのか-傅文俊(フ・ブンシュン）のデジタル絵画写真個展」デイリー芸術センター（アメリカ、ボルダー）[7]
- 2017年  個展　モダンアートのヨーロッパの美術館（バルセロナ、スペイン）「魂の内省——傅文俊のデジタル絵画写真芸術的表現」[8]
- 2017年  個展　中国の国立美術館「多様性の調和——傅文俊デジタル絵画写真展」[9]
- 2017年  ローマのビジュアルアーツのトリエンナーレ展、ローマ（イタリア）[10]
- 2017年  ロンドンのアートビエンナーレ、ロンドン（イギリス）[11]
- 2017年  地中海アートの国際ビエンナーレ、パレルモ（イタリア）[12]
- 2016年  現代美術のトリエンナーレ、ヴェローナ（イタリア）[13]
- 2016年  ペニンシュラファインアーツセンタービエンナーレ2016、ペニンシュラファインアーツセンター（USA）[14]
- 2016年  非具象システムの働く、RIGHT VIEW美術館、北京（中国）[15]
- 2016年  ビエンナーレリビエラ・デル・ブレンタ、ヴェネツィア（イタリア）[16]
- 2016年 ローマ国際芸術ビエンナーレ （イタリア・ローマ）
- 2015年 個展　広東美術館「思慮深いイメージ——傅文俊アブストラクト観念撮影作品展」[17]
- 2015年 個展　ユネスコ「撮影物語——傅文俊観念撮影作品展」（ニューヨーク）[18]
- 2015年 第1回アジアビエンナーレ/第5回広州トリエンナーレ（中国・広州市）[19]
- 2015年 第10回フィレンツェ・ビエンナーレ（英語版）（イタリア・フィレンツェ）
- 2014年 第2回アルゼンチン国際アートビエンナーレ（アルゼンチン・ブエノスアイレス）
- 2013年 第55回ヴェネツィア・ビエンナーレ国際美術展「現れない音」（イタリア・ヴェネツィア）
- 2012年 北京寺上美術館「観念維新——中国当代写真史」（中国・北京市）
- 2012年 広東美術館、第4回広州トリエンナーレ（中国・広州市）
- 2010年 横浜第36回AJAC海外アーティスト招待展（日本・横浜市および東京）

## 主な作品について
「置き違い」 2017-2018 - 傅文俊(フ・ブンシュン）の創造的な作品は「デジタル絵画写真」という言葉に要約することができます。彼は、写真芸術の核心にある伝統を再定義するためにこの言葉を用いています。他のアート媒体をプロセスに統合することで、全く新しい審美的な形式が生み出されています。傅文俊(フ・ブンシュン）は、一連の芸術形式を包含し、ユニークで記念碑的な作品に融合させ、単なる写真イメージの記録行為を越えているのです。彼の作品は、写真の持つ実践的な様相と、他の視覚芸術の形式の審美性を兼ね備えるものです。写真と他のアート手法の補完関係を実証することを通じて、傅文俊(フ・ブンシュン）は、接近不可能なメッセージを、アプローチが容易な概念に変形させ、歴史と人間性に関する重要な考えを触発しています。
傅文俊(フ・ブンシュン）は、様々なコンポジションや再構築を駆使した、デジタル絵画写真を確立しています。同時代の批評家キャサリン・クーは、現代美術の核心にあるものの「ブレークアップ」であるとしています。クーは、私たちの時代では、芸術の特性が、壊れた外観、汚い色、散在した構成物、崩れた形および壊れたイメージなどで示されるとしています。現代美術の誕生以来、色、光、描画、形、ライン、スペース、表面、レイアウトを含めて、芸術のすべての部分が分類されてきました現代美術は常に「ブレークアップ」を強調しています。しかし、それは、規則がないことを意味するものではありません。それは、新しい規則を確立することを試みるのです。言いかえれば、ブレークアップとは再構築のもう一つの形式です。そうすることによって、芸術家は、人々が過去で容易に見落としたいくつかの様相を解析し、拡大させ、分離し、豊かで複雑な体験をもたらします。(マオ・シンユエ、浙江大学博士後期課程研究員、同済大学助教授)
「昨日の風」 2016-2017 - 「昨日の風」シリーズで、傅文俊(フ・ブンシュン）は、宋王朝の木版印刷とコトカケヤナギから作られたページのイメージを重ね、自然と文明が互いに美しく絡み合う作品が立ち現れています。2つのオブジェクトは長い時間を経ており、時代のシンボルが古代へのノスタルジーを喚起します。作品は、現代の中国語学者王国維によって提案された「古典的洗練」に非常に近い概念を具体化しています。王国維は「古典的洗練」を、中国の美学における非常に特別な意識と見なしました。「昨日からの風」は、こうした中国の審美的な精神を表現できるわずかな写真作品のうちの1つです。(ペン・フェン、北京大学芸術学校教授、第54階ベネチアビエンナーレ展の中国パビリオンキュレーター)
「多様性の調和」 2016-2017 - 「多様性の調和」は、「昨日の風」のバリエーションと見なされており、傅文俊(フ・ブンシュン）は、コトカケヤナギのかわりに西洋の古典的彫刻、中国の古代絵画を重ね合わせています。その後、自然と文明の間の対話は、中国と西洋の文化間の対話へと発展します。これらが、2つの完全に異なる審美的な理想を表わすことは明白です。西洋の彫刻は、完全な「形状」を追求しますが、一方で中国の絵画は、光と「無形」の精神をおおいに好みます。しかし、文俊による重ね合せには、不調和は認められません。文俊は、多様性中の調和を、特別な独自の方法で解釈しています。それは、中国の文明の連続的な発展に貢献してきた知恵を表わし、文化の多様性と、文明の衝突の困難な結び目を解くことができるものです。(ペン・フェン、北京大学芸術学校教授、第54階ベネチアビエンナーレ展の中国パビリオンキュレーター)
「思慮深いイメージ」 2014-2015 - 傅文俊(フ・ブンシュン）は人類の起源と同じくらい古い質問を、慣用的なイメージで私たちに伝えます。古代以来人類の心を引きつけてきた疑念と現実は、同時に、本物の「現実」であり、謎めいたサインを使って証明された現実が、暴力的に差し出されながらも完全性を保っています。それは、一般的無意識の中に印象づけられた「現れ」なのです。その歴史上価値を越えて、絶対的・無意識の存在を持ち、先天的に概念に関連し、さらに無垢な心の中にあることを意味します。
「エクスポ・パーク2013のストーリー」 - 1900年には、8カ国連合(英国、ロシア、ドイツ、フランス、アメリカ、日本、イタリアおよびオーストリア)が、頤和園で起こった悲劇をきっかけに、中国に侵入しました。100年以上後に、これらの国々は、中国を再び訪れ、上海万博公園の万国パビリオンを構築しました。この作品では、頤和園の廃墟が万国パビリオンと並置されています。その開かれたノートは、歴史の大きな変化を記録し、伝える歴史書のようにも見えます。これは、中国が重い文化的くびきを手放し、新しい世界との接触により新たに全国・文化的な自信を形成したことを象徴していました。
「アトランダムピック」2012 - 様々な文化のシンボルが併置され、異なる時間および場所から異なる芸術言語を利用することにより、新しい意味を作成しています。
「トーテム」2012 - 最新のマルチメディア・モンタージュを使用したこの作品の視覚的な影響は大胆なものです。芸術的な言語が作品のディスプレイ、およびその伝送を、媒体自体と異なるものに変えています。このため、主観的な見る人と客観的な写真の知覚された関係に変化がもたらされます。-ルオ・イーピン, 広東省美術館キュレーター。
「他心通」2010-2011 - 人体の頭脳イメージを模倣した放射線写真技術が、人間の頭の中の考えを示すために使用されます。頭脳組織のかわりに、仏教彫刻が、作品の中で本物と虚構との重ね合せを提示します。
「エコー」2009 -- この作品では、中国の国章が古い建物や産業施設の写真に加えられ、斑点のある色が使われています。これは、産業文明での国家的権力主義の管理の下で文化的主観性が消失していることを表しています。